# Jasper Solar Energy Project
Jasper Solar Energy Project (ou Jasper PV Project) (traduction littérale en français : Projet d'énergie solaire Jasper ou projet photovoltaïque Jasper ) est une centrale photovoltaïque de 96 mégawatts (MW), située près de Kimberley, au Cap-Nord de l'Afrique du Sud. Sa construction s'est terminée en octobre 2014 devenant opérationnel pour alimenter jusqu'à 80 000 foyers.  

## Préambule
Jusqu'en 2013, peu d'investissements sont consacrés aux projets d'énergies renouvelables en Afrique quand un investissement initial de 12 millions de dollars dans le projet Jasper, pour un coût global estimé à 260 millions de dollars, marque un changement de politique. Il s'agit de l'une des plus grandes installations solaires d'Afrique, comprenant plus de 325 000 modules PV,.

## Contexte
Depuis 2008, les ménages et l'industrie sud-africains subissent des pannes continuelles de courant en raison d'un manque de capacité de production incitant le gouvernement a rechercher de nouvelles sources d'électricité. En 2012, ces incitations ont conduit l'Afrique du Sud à avoir la plus forte croissance en investissements dans les énergies propres au monde.  Bien que tributaire des énergies fossiles, les abondantes ressources éoliennes et solaires lui ont permis de diversifier ses sources d'énergie, l'objectif étant  d'installer 18 gigawatts de capacité d'énergie renouvelable d'ici 2030. 
SolarReserve, un développeur de projets d'énergie solaire à grande échelle, s'est associé aux groupesKensani et Intikon Energy, deux sociétés sud-africaines, pour développer trois projets d'énergie solaire photovoltaïque (PV) en Afrique du Sud.  En mai 2012, ce consortium obtient le statut de soumissionnaire privilégié par le ministère de l'Énergie de l'Afrique du Sud. SolarReserve est engagé sur deux autres projets de 75 mégawatts, Letsatsi et Lesedi. Le consortium a conclu le contrat de 260 millions de dollars avec des investissements provenant de Google, de la Public Investment Corporation (PIC) du gouvernement, de la Banque de développement de l'Afrique australe et du PEACE Humansrus Trust. SolarReserve a nommé SgurrEnergy comme conseiller technique sur les projets impliquant les centrales PV de Letsatsi à Soutdrif au nord de Bloemfontein et de Lesedi à Humansrus à l'est de Postmasburg,.

## Caractéristiques
Le projet solaire de Jasper s'étend sur 180 ha et est composé de 325 000 modules PV d'une puissance de crête de 295 W.
L'installation comprend également 78 onduleurs centraux d'une puissance nominale de 1MW AC. L'onduleur est équipé d'un système de refroidissement à air, qui permet de fournir 1 019 kW de puissance de pointe à des températures allant jusqu'à 45ºC. Les onduleurs comprennent un groupe de ventilateurs radiaux qui assurent la circulation de l'air à l'intérieur de l'équipement, ce qui augmente ses performances.